# جورج تورنر (مهندس معماري)
جورج تورنر (بالإنجليزية: George Turner)‏ هو مهندس معماري أمريكي، ولد في 8 نوفمبر 1896، وتوفي في 13 نوفمبر 1984.